# 出口ケリー
出口 ケリー（でぐち ケリー、ケリー・デグチ〈英語: Kelly Deguchi〉, 1999年2月13日 - ）は、日本出身のカナダの柔道家。

## 経歴・人物
長野県塩尻市出身。父はカナダ人の写真家、母は日本人であり、姉はカナダ国籍の柔道家たる出口クリスタである。
姉の後を追う形で塩尻の長野誠心館道場で柔道を始め、姉同様に松商学園高等学校、山梨学院大学と進んだ。
松商学園高等学校時代は女子63kg級の選手であり、高校3年時の2016年「全国高等学校総合体育大会」（鳥取県）の個人女子63kg級で出場しているが、一回戦敗退の記録が残っている。
姉がカナダ国籍を選択したことに続き、自身もカナダ国籍を選択。
2021年に大学を卒業し、姉の所属先でもある日本生命保険に入社。
2022年、カナダ代表として英連邦総合競技大会である「2022年コモンウェルスゲームズ」（イングランド・バーミンガム）柔道競技女子52kg級に出場し、決勝でティンカ・イーストンの前に敗れはしたが銀メダルを獲得した。
2024年パリオリンピックでは姉と共にカナダ代表に選出。初戦で日本代表の阿部詩と対戦し敗れた。出身地の塩尻市ではパブリックビューイングが開催された。